# Cisterna árabe de Castellnovo

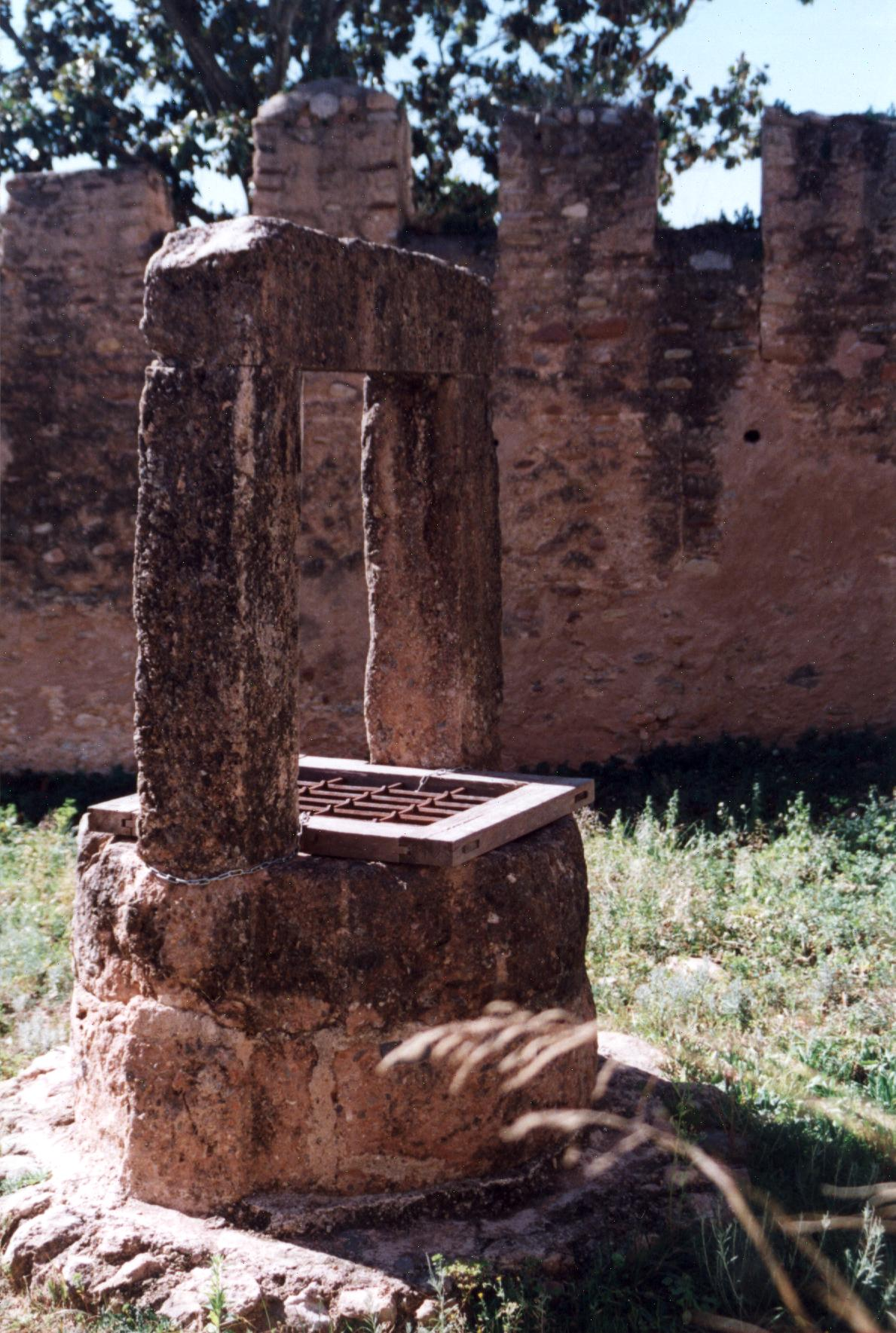
Cisterna árabe.

La cisterna árabe de Castellnovo es una cisterna situada en la calle del Comandante Pérez, en Castellnovo (Castellón), España. Se accede por una de las arterias principales que conduce a la plaza principal del pueblo. 
Por una puerta de acceso formada por un dintel monolítico y custodiado por jambas de sección rectangular o sillares, accedemos y siguiendo una pronunciada escalera formada por unos treinta y dos escalones de losas de piedra, nos encontramos con una cisterna para recogida de agua, para posterior suministro de la población. 
Se trata de un pozo o depósito de unos 7 u 8 m de diámetro aproximadamente y de unos 10'5 m de profundidad. 
Junto a este se encuentra una pequeña cámara de unos 9 o 10 m², formada por una bóveda de medio punto y adosada a la pared, junto al pozo, una pila en forma de arco para servicio de llenado de vasijas, botijos, etc. 